# Viaje de Bodas (álbum)
Viaje de Bodas es un álbum de estudio por el bandoneonista de tango argentino Astor Piazzolla junto a su Conjunto Electrónico, grabado en Italia durante 1977, fue lanzado por el sello Trova en Argentina. Se trata de uno de los álbumes menos difundidos de Piazzolla, puesto que solo existe la edición argentina y una reedición japonesa en CD.

## Antecedentes
Tras un acuerdo con el productor Alan Pagani, Astor Piazzolla selló una serie de contratos discográficos en Europa, dando inicio a lo que algunos biógrafos de Piazzolla llaman como el "periodo italiano". En el país peninsular escribió y grabó varios álbumes, incluyendo varias bandas sonoras como Lumière en 1976, Quand la ville s'éveille en 1975, Il pleut sur Santiago en 1975, Cadavres exquis en 1975 y Armaguedon de 1977. Se destacan además, Libertango, un álbum que tenía un marcado enfoque rockero que el Octeto Electrónico de 1976-1977 buscaría explotar aun más.

## Historia
Daniel Piazzolla, hijo de Astor le hizo compañía a su padre durante su reposo tras sufrir un infarto en 1973. En charlas, ambos admiraban los trabajos orquestales de Quincy Jones, que incluían instrumentos eléctricos en su mayoría. Pocos años después, luego de una de las varias peleas con Amelita Baltar, la pareja se separó, y ese rompimiento derivó en una de las etapas más experimentales de Astor Piazzolla, el Octeto Electrónico. El nuevo conjunto tendría dos versiones, una de 1975 en Argentina y otra formada en 1977 en Europa. El Octeto Electrónico significaría un acercamiento por parte del músico al rock, sin embargo Piazzolla a lo largo de su carrera tuvo una relación ambivalente con el mundo del rock. Si bien en algún momento subo dar palabras de admiración para el género, sobre todo lo tendiente al rock progresivo como Emerson Lake and Palmer, tras la escasa repercusión del nuevo Octeto y malas relaciones con algunos de sus músicos, Piazzolla abandonó la idea de ser parte de ese mundo, al punto de omitir dentro de sus preferencias musicales a los nombres de músicos de rock en sus entrevistas.
En un momento durante 1975, Daniel recibió un llamado de Aerolíneas Argentinas, tenía un pasaje a su nombre para ir a Italia, Daniel decidió llevar su sintetizador porque no quería dejar sus estudios musicales, según él, su padre aún desconocía el instrumento. Daniel le enseño el nuevo instrumento a su padre, y Astor vio las diferentes posibilidades del mismo:

Un día aburrido pregunta mi padre para qué servían tantos botones y empecé a demostrarle todas las posibilidades que tenía el instrumento. En ese momento se dio cuenta de que los efectos que hacía con la boca, silbaba a veces tipo sirena, o golpeaba al bandoneón, los podía hacer con este aparatito. Entonces empezó escribir con ese sintetizador, en un teclado de tres octavas, porque teníamos que grabar para tres películas, la Suite Troliana, y música para un disco de José Ángel Trelles. O sea que debíamos registrar como para cinco discos en dos semanas, algo en lo que el sintetizador ayudaba mucho. Las películas eran Lumière, Adiós Santiago y Viaje de Bodas.
Daniel Piazzolla.

Viaje de Bodas iba a ser la banda sonora de la película Le voyage de noces de Nadine Trintignant, pero la música no terminó siendo usada para tal fin.

## Grabación
Viaje de Bodas se grabó durante septiembre de 1975, en una serie de sesiones que en palabras de Daniel Piazzolla fueron «maratónicas», en los Estudios Mondial Sound, en Milán, Italia. De aquellas sesiones de septiembre se grabaron cuatro álbumes: el presente Viaje de Bodas (1977), Lumière (1975) y Il pleut sur Santiago (1975), mientras que Balada para un loco (1976) fue un álbum en colaboración con José Ángel Trelles, de todos ellos Lumière y Il pleut sur Santiago fueron bandas sonoras.

## Lanzamiento y reediciones
Pese a ser grabado en Italia, Viaje de Bodas se editó solo en Argentina en 1977 por el sello Trova, permaneciendo descatalogado por muchos años, solo existe una reedición en CD de origen japonés de 2006 editada por Victor.

## Lista de temas
Todas las canciones escritas y compuestas por Astor Piazzolla. 
| Lado A |                      |          |  |
| N.º    | Título               | Duración |  |
| 1.     | «La Felure»          | 3:30     |  |
| 2.     | «Bruno y Sarah»      | 2:50     |  |
| 3.     | «Jardines de África» | 2:35     |  |
| 4.     | «Viaje de Bodas»     | 2:45     |  |
| 5.     | «Le Kata»            | 2:13     |  |

| Lado B |                        |          |  |
| N.º    | Título                 | Duración |  |
| 6.     | «El Camino Recorrido»  | 2:19     |  |
| 7.     | «Noches de Marruecos»  | 2:39     |  |
| 8.     | «La Idea Fija»         | 3:02     |  |
| 9.     | «La Familia»           | 1:58     |  |
| 10.    | «Los Pájaros Perdidos» | 2:58     |  |

## Créditos
Conjunto Electrónico.
- Astor Piazzolla - bandoneón, arreglos y dirección
- Antonio Agri - violín
- Arnaldo Ciato - piano
- Gigi Cappellotto - bajo
- Tullio De Piscopo - batería